# Escut de Balaguer
L'escut oficial de Balaguer té el següent blasonament:
Escut caironat quarterat en sautor: 1r i 4t. d'or, 4 pals de gules; 2n. i 3r. escacat d'or i de sable. Per timbre una corona de comtal.

## Història
Va ser aprovat el 20 de gener de 1983 i publicat dins el DOGC el 18 de febrer de l'any 1990 amb el número 305. Es va publicar una correcció d'errada dins el DOGC número 329 el 18 de maig del mateix any.
Balaguer va esdevenir la capital del comtat d'Urgell al segle xii; l'escut presenta, duplicades, les armes d'Urgell i els quatre pals de Catalunya, en record de la jurisdicció reial sobre la ciutat. També la corona rememora la pertinença al comtat d'Urgell.